# Ace Attorney Investigations: Miles Edgeworth
Ace Attorney Investigations: Miles Edgeworth, i Japan känt som Gyakuten Kenji (逆転検事, bokstavligen "Helomvändningsåklagare"), är ett peka-och-klicka-äventyr till Nintendo DS, utvecklat av Capcom. Det är det femte spelet i Ace Attorney-serien, och är en interquel som utspelar sig mellan Trials and Tribulations och Apollo Justice.
Spelet släpptes den 28 maj 2009 i Japan, och i februari 2010 internationellt på engelska. En uppföljare, Gyakuten Kenji 2, tillkännagavs i Famitsu den 8 september 2010, och släpptes i Japan den 3 februari 2011.

## Gameplay
Till skillnad från huvudserien, som är en visuell roman-äventyrsspelserie med försvarsadvokater i huvudrollen, är Ace Attorney Investigations mer av ett traditionellt peka-och-klicka-äventyr med åklagaren Miles Edgeworth som huvudperson. Spelaren har som mål att i fem olika brottsfall ta reda på vem gärningsmannen var, och hur brottet begicks; detta görs genom att gå omkring på brottsplatser, undersöka objekt och miljöer, och delta i konversationer med andra figurer. Liksom korsförhören i huvudserien är konversationerna ofta långa debatter, i vilka vittnena och gärningsmännen ofta ljuger, inte minns exakt, eller har missförstått hur brottet begicks; spelaren måste då genom att presentera bevismaterial han eller hon har samlat på sig motbevisa det den andra figuren har sagt, eller be dem att utveckla deras resonemang.
Liksom i många andra peka-och-klicka-äventyr finns möjligheten att "kombinera föremål" för att lösa pussel; i Ace Attorney Investigations kombineras dock inte fysiska objekt, utan istället information som spelarfiguren har tagit reda på under brottsutredningen för att kunna dra nya slutsatser. Detta gameplayelement kallas för Logic-systemet ("logik").

## Synopsis

### Struktur
Spelets handling är indelad i fem kapitel, kallade "turnabouts" (sv. "helomvändningar"; ja. 逆転, "gyakuten"); i varje sådan finns ett brottsfall som spelarfiguren Miles Edgeworth utreder. Dessa utspelar sig under loppet av en vecka, mellan den 12 och 17 mars 2019 (med undantag för tillbakablicken "Turnabout Reminiscence" som utspelar sig den 10 september 2011), och spelas i en bestämd och ej kronologisk ordning.

### Handling
Turnabout Visitor
Turnabout Airlines
The Kidnapped Turnabout
Turnabout Reminiscence
Turnabout Ablaze

### Huvudfigurer
Se även: Lista över rollfigurer i Ace Attorney
Miles Edgeworth (御剣怜侍 Mitsurugi Reiji?)Edgeworth är en åklagare, och spelarfiguren i spelet. Han röstskådespelas av Tatsuro Iwamoto på japanska och av Seon King på engelska.
Kay Faraday (一条美雲 Ichijō Mikumo?)Kay är den andra innehavaren av titeln Yatagarasu - en "stor tjuv" som "stjäl sanningen" - och hjälper Edgeworth under hans utredningar. I spelets trailer röstskådespelas hon av Ayumi Fujimura på japanska.
Dick Gumshoe (糸鋸圭介 Itonokogiri Keisuke?)Gumshoe är en detektiv som främst arbetar tillsammans med Edgeworth. I spelets trailer röstskådespelas han av Kōji Ishii på japanska.
Shi-Long Lang (狼士龍 Rō Shiryū?)Lang är en Interpol-agent från republiken Zheng Fa som tillsammans med sin sekreterare Shih-na bland annat utreder en internationell smugglarliga. Då hans utredningar ofta sammanfaller med Edgeworths, blir han något av en rival till Edgeworth i spelet.
Shih-na (シーナ Shīna?)Shih-na är en Interpol-agent, och sekreterare till Lang. Hon röstskådespelas av Yuki Nakamura på japanska.

## Utveckling
Spelet började utvecklas under namnet "NEW Gyakuten NOT Saiban" ("NY Gyakuten INTE Saiban", där Gyakuten Saiban är det japanska namnet på Ace Attorney-serien), vilket reflekterade att medan det skulle komma att involvera liknande figurer, skulle gameplayen skilja sig från tidigare Ace Attorney-spel, och att spelets japanska titel skulle innehålla "Gyakuten", men "Kenji" istället för "Saiban". Enligt spelets producent Motohide Eshiro var det från början tänkt att använda Ema Skye, en detektiv som framträder i bland annat Apollo Justice, som huvudfigur i Ace Attorney Investigations, men efter feedback från fans beslutade de sig för att istället använda den populärare figuren Miles Edgeworth.
Spelet regisserades av Tsuyoshi Yamazaki, som även regisserade portningen av de tre första Ace Attorney-spelen från Game Boy Advance till Nintendo DS. Ett demo av spelet gjordes först tillgängligt på Tokyo Game Show, där det fick mest uppmärksamhet av alla spel till bärbara enheter, enligt en Famitsu-undersökning över de 55 företag som var närvarande.